# Гаудадеша

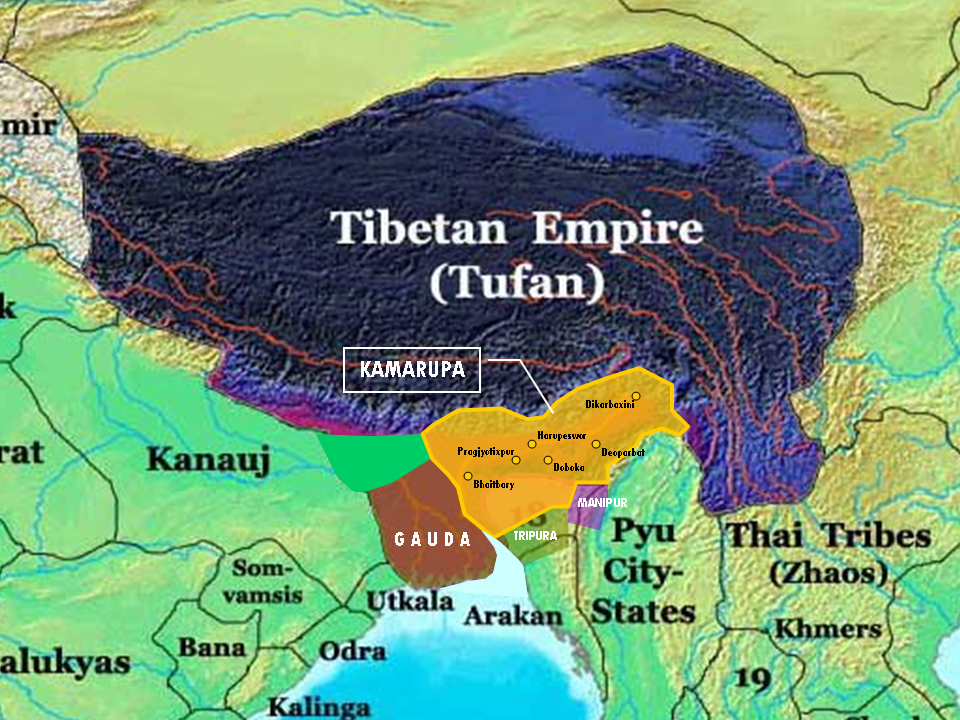
Царства Камарупа й Гауда у VII—VIII століттях

Гаудаде́ша чи Га́уда — історична область у Східній Індії та Бангладеш, на території якої у середньовіччі розташовувалась однойменна держава зі столицею у місті Камасуварна.
Жителі того регіону називались гаудами. Назва «Гаудадеша» походила від санскритських слів гуда — «цукор» і деша — «країна», «земля», тобто Гаудадеша буквально перекладається як «цукрова країна».
Гауду відвідував китайський мандрівник Сюаньцзан, який залишив опис країни, його приймав цар Шашанка.